# FC 밀사미 오르헤이
FC 밀사미 오르헤이 (FC Milsami Orhei)는 몰도바 오르헤이를 연고지로 하는 축구 구단이다. 현재 몰도바 최상위 리그인 디비지아 나치오날러에 소속되어 있으며, 예전 FC 비토룰 오르헤이라는 이름으로 잘 알려진 구단이기도 하다.

## 수상
- 디비지아 나치오날러
  - 우승: 2014-2015
- 몰도바 슈퍼컵
  - 우승: 2012
- 몰도바 컵
  - 우승: 2011-12
- 몰도바 A 디비전
  - 우승: 2008–09

## 선수 명단

### 현역
- 라두 긴사리(2021, 2022 ~ )
- 바딤 볼로한(2011 ~ 2012, 2013 ~ 2014, 2015 ~ )
- 알렉산드루 안토니우크(2014 ~ )
- 샤롬 사미에프(2023 ~ )